# Борисоглебский, Евгений Иванович
Евге́ний Ива́нович Борисогле́бский (1903, Москва — 1973, там же) — советский религиовед и военный деятель, генерал-майор государственной безопасности. Автор работ о свидетелях Иеговы. Профессор кафедры философии и научного коммунизма и кафедры психологии Высшей школы КГБ СССР (1962—1973).

## Биография
Родился в 1903 году в Москве.
В 1920 году начал трудовую деятельность.
В 1924 году вступил в РКП(б).
В августе—сентябре 1940 года — начальник Ново-Петергофского военно-политического училища войск НКВД имени К. Е. Ворошилова.
В 1941—1946 годы — заместитель начальника войск НКВД по охране железных дорог по политической части .
20 декабря 1942 года присвоено воинское звание генерал-майора.
В 1946—1954 годы начальник политического отдела ГУПВИ МВД СССР.
В январе—октябре 1954 года — начальник Высшей школы МВД-КГБ.
С 1954 года — начальник Управления учебных заведений КГБ при Совете министров СССР.
В 1962—1973 годах — профессор кафедры философии и научного коммунизма и кафедры психологии Высшей школы КГБ СССР.
Урна с прахом захоронена в колумбарии Новодевичьего кладбища.

## Награды
- Орден Ленина (1946)[5]
- Орден Красного Знамени (1944)
- Орден Красного Знамени (1952)
- Орден Красной Звезды (1941)
- Орден Красной Звезды (1943)
- Орден Кутузова II степени (1945)
- Орден «Знак Почёта» (1967)
- Медаль «За оборону Сталинграда» (1944)
- Медаль За победу над Германией в Великой Отечественной войне 1941-1945 гг. (1945)
- Медаль «За победу над Японией» (1945 г)

## Научные труды
- Бартошевич Э. М., Борисоглебский Е. И. Именем бога Иеговы. — М.: Госполитиздат, 1960.
- Бартошевич Э. М., Борисоглебский Е. И. Искупление и жертвы // Наука и религия. — 1960. — № 4. — С. 41—48.
- Бартошевич Э. М., Борисоглебский Е. И. Бруклинская шпаргалка // Наука и религия. — 1961. — № 6. — С. 21—27.
- Бартошевич Э. М., Борисоглебский Е. И. Свидетели Иеговы. — М.: Политиздат, 1969. — 216 с.